# 狄俄涅冰原島峰
71°56′S 69°6′W / 71.933°S 69.100°W
狄俄涅冰原島峰（英語：Dione Nunataks）是南極洲的冰原島峰，位於亞歷山大一世島東南部，處於得摩斯嶺以西17公里，在1935年11月23日由美國的探險家拍攝照片，以土衛四命名。